# Herbert Niiler
Herbert Aleksander Juhan Niiler (Tallinn, 27 aprile 1905 – Pittsburgh, 13 aprile 1982) è stato un allenatore di pallacanestro estone con cittadinanza statunitense.
Ha guidato la nazionale estone ai Giochi della XI Olimpiade, e agli Europei del 1937 e del 1939.

## Biografia
Nel 1928 si laureò in educazione fisica allo Springfield College, l'università dove James Naismith nel 1891 inventò la pallacanestro. Fece poi ritorno in Estonia, portando in patria gli insegnamenti e i principi del gioco. Ritornò poi definitivamente negli Stati Uniti nel 1949, divenendo dirigente dello YMCA di Pittsburgh.

## Riconoscimenti
Dal 2020 fa parte dell'"Estonian Sports Hall of Fame".